# Antifaschistische Revolutionäre Aktion Berlin

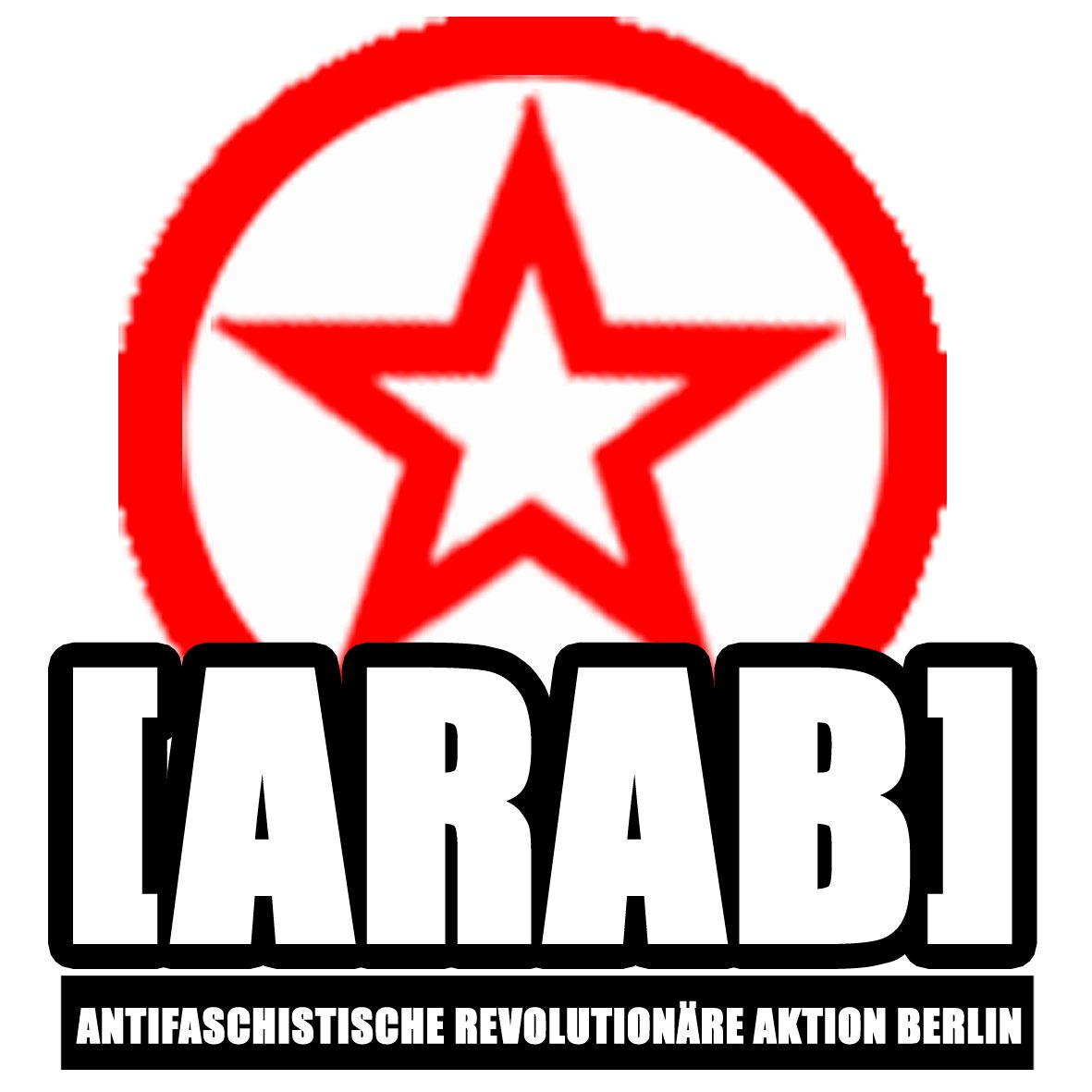
Logo der Antifaschistischen Revolutionären Aktion Berlin

Die Antifaschistische Revolutionäre Aktion Berlin (ARAB) (Eigenschreibung: [ARAB]) war eine Gruppierung, die zu den wesentlichen Akteuren des autonomen Spektrums in Berlin gehörte.

## Geschichte
Gegründet wurde die Gruppe im Januar 2007 mit dem Ziel, „sozialrevolutionäre Inhalte in die Gesellschaft zu tragen“, und trat erstmals bei der Liebknecht-Luxemburg-Demonstration 2007 in Erscheinung. Laut dem Berliner Verfassungsschutz war die ARAB seither gut vernetzt und eine der aktivsten linksextremistischen Gruppen, die neben Aktionen zu Themen wie Sozialabbau, Antimilitarismus und Antiglobalisierung auch einen militanten Antifaschismus in Verbindung mit Antikapitalismus vertrat. Die Gruppe hatte 2008 20 Mitglieder.
Ende 2007 war die Gruppe an der Gründung des Kurdistan-Solidaritätskomitee Berlin beteiligt. Als Teil des Kurdistan-Bündnis organisierte ARAB Veranstaltungen und Demonstrationen, die der Vernetzung der deutsch-, türkisch- und kurdischsprachigen Linken dienen sollten.
Die 1.-Mai-Demonstrationen 2008 wurden von der Gruppe mitorganisiert und eskalierten schließlich auf der Skalitzer Straße in Kreuzberg, als der Polizeipräsident von Berlin angegriffen wurde. Auch 2009 waren Aktivisten der ARAB an Aktionen zum Ersten Mai in Kreuzberg beteiligt. Ein Sprecher erklärte die Demonstration stehe „in der Tradition des Blutmai 1929, [wir] brauchen einen revolutionären Umsturz, um die Probleme zu lösen.“ Auf der Demonstration selbst wurde diese Forderung nochmals bekräftigt: „Wir sind nicht für konstruktive Vorschläge. Wir sind für soziale Unruhen.“ Auch 2010 zählte die ARAB zu den treibenden Kräften der 1.-Mai-Demonstration.
Im April 2009 war die ARAB an den Protesten gegen den NATO-Gipfel in Straßburg beteiligt.
In einem taz-Interview gab ein Sprecher der ARAB an: „Anders [Anm.: als beim Anzünden von „Nobelwagen in Szenebezirken“] ist es bei gezielten Angriffen auf Fahrzeuge der Bundeswehr, von DHL oder der Deutschen Bank. Auf diese Konzerne politischen Druck aufzubauen hat seine Legitimität. Nicht jede Protestbewegung muss sich auf die Mittel des Staates beschränken lassen.“ Die Staatsanwaltschaft sah in diesem Interview eine Billigung von Straftaten und klagte den mutmaßlich Interviewten an.
Das Verbot einer Demonstration am 26. November 2010 mit dem Titel Sparpakete stoppen wurde unter anderem mit der Beteiligung der Gruppe begründet.
Laut dem Bundesamt für Verfassungsschutz Berlin war die Gruppe 2010 „an allen relevanten Ereignissen der linksextremistischen Szene Berlins - zum Teil federführend - beteiligt“.
Im Februar 2012 erschien die erste Ausgabe einer eigenen Zeitschrift mit dem Titel Perspektive – Texte für den revolutionären Aufbauprozess.
Vom Oktober 2014 bis zur Auflösung 2016 war die ARAB ein Teil der Neuen Antikapitalistischen Organisation (NAO), einem Dachverband verschiedener linker Gruppen und Einzelpersonen. Sie sahen diesen Schritt als „Konsequenz der Praxis und der Erfahrung der vergangenen sieben Jahre.“ Die ARAB habe versucht „Teil eines Vereinigungsprozesses der Linken“ zu sein. Die anfängliche Orientierung an der Interventionistischen Linken (IL) und der Antifaschistischen Linken Berlin (ALB) sei ebenso gescheitert wie die spätere Konzentration auf den „Berliner Flügel und den linken Rand“ der Deutschen Kommunistischen Partei. Zum Beitritt in die NAO habe vor allem die „politische Praxis auf der Straße im letzten Jahr“ den Ausschlag gegeben. Zum Jahreswechsel 2014 meldete der Berliner Verfassungsschutz, dass sich ehemalige Mitglieder der ARAB und ALB in der Gruppe radikale linke l berlin neuorganisiert hätten.

## Inhalte
Die ARAB trat für die Abschaffung der parlamentarischen Demokratie und für eine „solidarische und klassenlose Gesellschaftsordnung“ ein. Sie forderte in ihrem Grundsatzpapier einen militanten Antifaschismus und verknüpfte diesen mit dem Kampf gegen den Kapitalismus. Gemäß der Landesbehörde für Verfassungsschutz Berlin galt die Gruppierung als eine gewaltausübende.
Im Aufruf zur LL-Demonstration in Berlin schrieben sie: Luxemburg und Liebknecht stünden für eine 'revolutionäre Perspektive', für die „Notwendigkeit den Kapitalismus revolutionär zu überwinden und menschliches Zusammenleben jenseits von kapitalistischer Vergesellschaftung.“
Die Gruppe bekannte sich dazu, dass sie ihren „Widerstand nicht allein auf legale Mittel“ beschränke. Da sie sich als revolutionäres Bündnis verstanden, seien sie in ihren „Bewertungen von Aktionen bzw. Mitteln nicht an das Bürgerliche Gesetzbuch gebunden.“ Sodann verwiesen sie darauf, dass Gewalt auch durch die Staatsmacht induziert bzw. durch die Medien herbeigeredet werde.
Laut der Gewerkschaft der Polizei rief die ARAB zur Gewalt gegen Menschen auf.